# راشيل فلاورز
راشيل فلاورز (بالإنجليزية: Rachel Flowers)‏ هي ملحنة وموسيقية أمريكية، ولدت في 21 ديسمبر 1993 في ناشيونال سيتي في الولايات المتحدة.

## وصلات خارجية
- الموقع الرسمي
- راشيل فلاورز على موقع IMDb (الإنجليزية)
- راشيل فلاورز على موقع ميوزك برينز (الإنجليزية)
- راشيل فلاورز على موقع أول ميوزيك (الإنجليزية)
- راشيل فلاورز على موقع ديسكوغز (الإنجليزية)
- راشيل فلاورز على موقع قاعدة بيانات الفيلم (الإنجليزية)